# 上越市立谷浜小学校
上越市立谷浜小学校（じょうえつしりつ たにはましょうがっこう）は、新潟県上越市にある公立小学校。

## 校区内の施設
- たにはま公園

## 交通アクセス
- えちごトキめき鉄道 有間川駅下車